# Metallyticus
Metallyticus – rodzaj modliszek, jedyny z monotypowych rodziny Metallyticidae i nadrodziny Metallyticoidea. Obejmuje pięć opisanych gatunków. Zamieszkują południe subkontynentu indyjskiego i kraje Azji Południowo-Wschodniej. Bytują głównie na pniach drzew. Aktywnie polują na karaczany. Są metalicznie ubarwione.

## Morfologia
Modliszki o ciele silnie spłaszczonym grzbieto-brzusznie, pokrojem przypominającym nietermicie karaczany. Ubarwienie całego ciała jest metaliczne i irydyzujące, co wyróżnia Metallyticus na tle niemal całego rzędu i stanowi jedną z autapomorfii rodziny (metalicznie niebieską barwę ciała ma jeszcze Nemotha metallica z rodziny Iridopterygidae).

### Głowa
Głowa jest prognatyczna, o dużych i silnie wyłupiastych oczach złożonych oraz trzech szeroko rozstawionych, u obu płci niewielkich przyoczkach. Panewki czułkowe rozstawione są szerszej niż u zaawansowanych ewolucyjnie modliszek. Płytka czołowa i nadustek są w przednich częściach zgięte pod kątem prostym, tworząc razem z wargą górną  schodki. Rozdęte ciemię ma część tylną w niewielkim stopniu przysłoniętą przedpleczem. Na szyi występują nabrzmiałe, w tyle podzielone krótkimi bruzdkami na część środkową i boczną skleryty szyjne boczne, rozdzielone pośrodkowo intercerwikalia oraz skryte pod nimi, małe i smukłe skleryty szyjne grzbietowe, natomiast brak jest sklerytów szyjnych brzusznych.

### Tułów

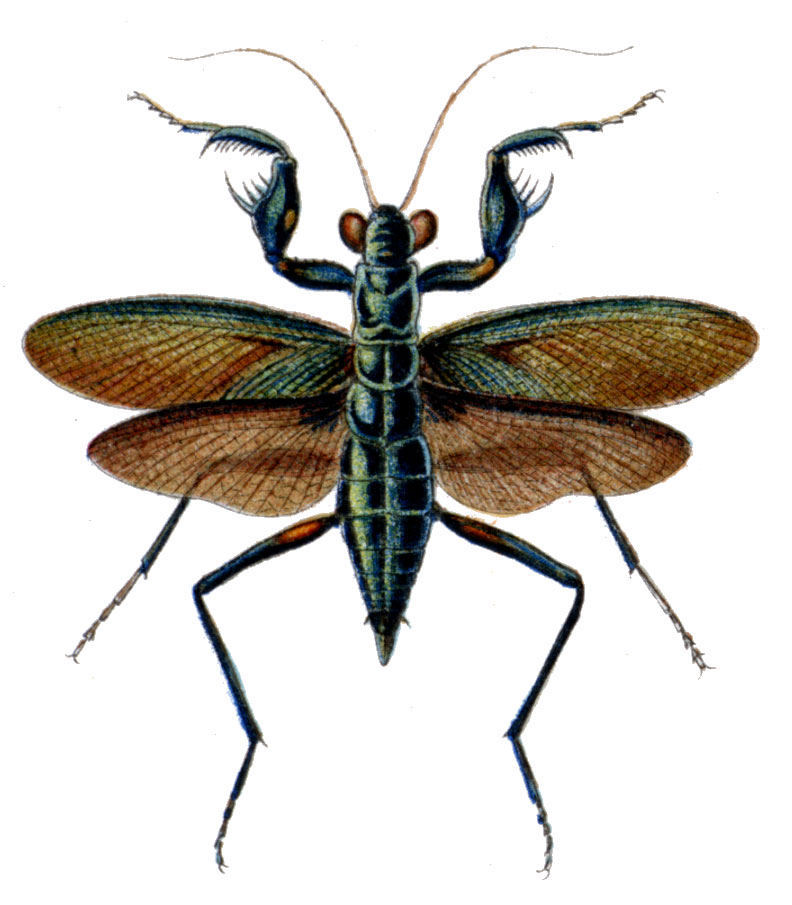
Rysunek M. splendidus z rozłożonymi skrzydłami

Przedplecze jest w zarysie prostokątne, zwykle nieznacznie dłuższe niż szersze, nie dłuższe niż dwukrotność szerokości, o prozonie nieco krótszej od metazony. W przednich ¾ jego powierzchni biegnie podłużna bruzda, dzieląca pośrodkowo całą prozonę. Na metazonie występuje poprzeczna bruzda wygraniczająca od jej tylnej części dwie nabrzmiałości. W widoku bocznym przedplecze jest siodełkowate, o bocznej krawędzi najpierw opadającej dobrzusznie, a potem podnoszącej się. Występujący na spodzie przedtułowia, będący przypuszczanie zlanymi z basisternum preepisternitami, skleryt T-kształtny ma poprzeczną część przednią niewyciągniętą dogłowowo, a część tylną dość szeroką, o pośrodkowej listewce przedniej i pogrubiałych brzegach bocznych. Po bokach tego sklerytu leży para małych, owalnych sklerotyzacji. W tyle spodu przedtułowia leży furkasternit z pośrodkową listewką, parą jamek tuż za sklerytem T-kształtnym oraz zagiętą dobrzusznie krawędzią tylną. Na zapiersiu brak pojedynczego narządu tympanalnego.
Obie płcie mają skrzydła obu par w pełni wykształcone, o prymitywnym, przypominającym karaczany użyłkowaniu. Skrzydła przedniej pary są zesklerotyzowane w tegminy, metalicznie połyskujące odcieniami żółci, czerwieni, błękitu lub ciemniejszymi, rzadko przezroczyste. Żyłka kostalna umieszczona jest krawędziowo, subkostalna jest nierozwidlona, pole kostalne jest wąskie, podzielona na odcinek przedni i sektor radialny żyłka radialna wypuszcza ku kostalnej co najmniej cztery równoległe żyłki, żyłka medialna rozwidla się trzy lub cztery razy, przednia żyłka kubitalna daje ponad 12 odgałęzień końcowych, tylna żyłka kubitalna biegnie w obrębie bruzdy klawalnej lub tuż przy niej, a pierwsza żyłka analna wychodzi z jednego punktu i rozdwaja się na końcu. Homologizowana z pterostygmą bardziej zaawansowanych modliszek nibyżyłka jest wyraźnie wykształcona, położona tylno od żyłki RP+M, w odsiebnej, przeciętej przednią żyłką kubitalną części nieco zgrubiała. Skrzydło tylne jest przezroczyste do przydymionego, krótsze od przedniego, o znacznie rozleglejszym polu analnym. Żyłka kostalna położona jest krawędziowo, żyłka subkostalna zakończona w odsiebnej ⅓ skrzydła, pierwsza żyłka radialna jednokrotnie rozwidlona i wypuszczająca ku kostalnej kilka niewyraźnych równoległych odgałęzień, biorący początek przy nasadzie skrzydła sektor radialny podzielony końcowo na kilka gałęzi, żyłka medialna rozdzielona odsiebnie na cztery gałęzie, żyłka kubitalna przednia wypuszczająca sześć gałęzi, żyłka kubitalna tylna niemal prosta i nierozwidlona, pierwsza żyła analna równoległa do niej i również pojedyncza, a następna żyłka analna rozwidlona sześciokrotnie. Przy chowaniu tylnych skrzydeł pole analne podwijane jest w całości pod spód przodu skrzydła, a nie składane wielokrotnie jak u innych modliszek. 
Chwytne odnóża przedniej pary są masywne. Ich udo jest mniej więcej tak długie jak biodro, w widoku bocznym trójkątnawe wskutek dobrzusznego wydęcia części dosiebnej, wyposażone w dwa szeregi kolców, umieszczony nasadowo rowek do chowania pazurka oraz w umieszczony w odsiebno-przedniej ⅓ pędzelek wyczesujący, pozbawione kolców na płatach wierzchołkowych. Kolec dyskoidalny na udzie jest tylko jeden, u osobników dorosłych umieszczony w jednym szeregu z kolcami przednio-brzusznymi; dwa pozostałe kolce dyskoidalne uległy w linii rozwojowej Metallyticoidea zanikowi. Kolców przednio-brzusznych uda jest dwanaście; pierwszy i drugi są nieco dłuższe i grubsze, pozostałe zaś o niemal jednakowych rozmiarach. Kolce tylno-brzusznych uda są cztery, te od drugiego do ostatniego równych długości, pierwszy (najbardziej dosiebny) natomiast pogrubiony i od trzech do czterech razy dłuższy od pozostałych, według spekulacji części autorów służący do wydłubywania karaczanów ze szczelin kory. Goleń przedniej pary jest krótsza od uda, wyprostowana, również zaopatrzona w dwa szeregi mocnych kolców, w kierunku odsiebnym stopniowo coraz większych. Kolców przednio-brzusznych jest osiem, a tylno-brzusznych sześć. Ostroga goleni ma przysadzistą formę. Odnóża pary środkowej i tylnej są bieżne, pozbawione kolców. Uda ich są po brzusznej stronie ząbkowane, zaopatrzone w spiczaste nasady drobnych szczecinek, w parze środkowej nieco dłuższe od goleni, a w parze tylnej nieco od nich krótsze. Pięcioczłonowe stopy u obu par zbliżone są długością do goleni.

### Odwłok
Odwłok jest mocno spłaszczony grzbietobrzusznie. Na jego wierzchu widocznych jest dziesięć tergitów, z których ostatni formuje krótką, poprzeczną, niemal prostokątną płytkę nadodbytową. U samicy na spodzie odwłoka występuje sześć zwykłych sternitów, natomiast siódmy tworzy płytkę subgenitalną osłaniającą szczątkowo wykształcone pokładełko. Szczyty walwuli pokładełka wystawać mogą poza wierzchołek tejże płytki. Samiec ma na spodzie odwłoka osiem zwykłych sternitów, natomiast dziewiąty tworzy niesymetryczną płytkę subgenitalną osłaniającą od spodu narządy genitalne i wyposażoną w nieczłonowane wyrostki rylcowe. Przysadki odwłokowe u obu płci są długie, acz krótsze niż połowa długości odwłoka, wieloczłonowe, spiczasto zakończone, porośnięte długimi szczecinkami.
Samcze genitalia mają w pełni zesklerotyzowane fallomery. Wyrostki zespołu lewej strony są w nich pooddzielane. Fallomer brzuszny ma pierwotny wyrostek dystalny przesunięty na stronę lewą, a krótki wyrostek dystalny wtórny umieszczony na płacie brzusznym. Długa i zakrzywiona apofiza falloidalna jest zaostrzona na szczycie.

## Ekologia i występowanie

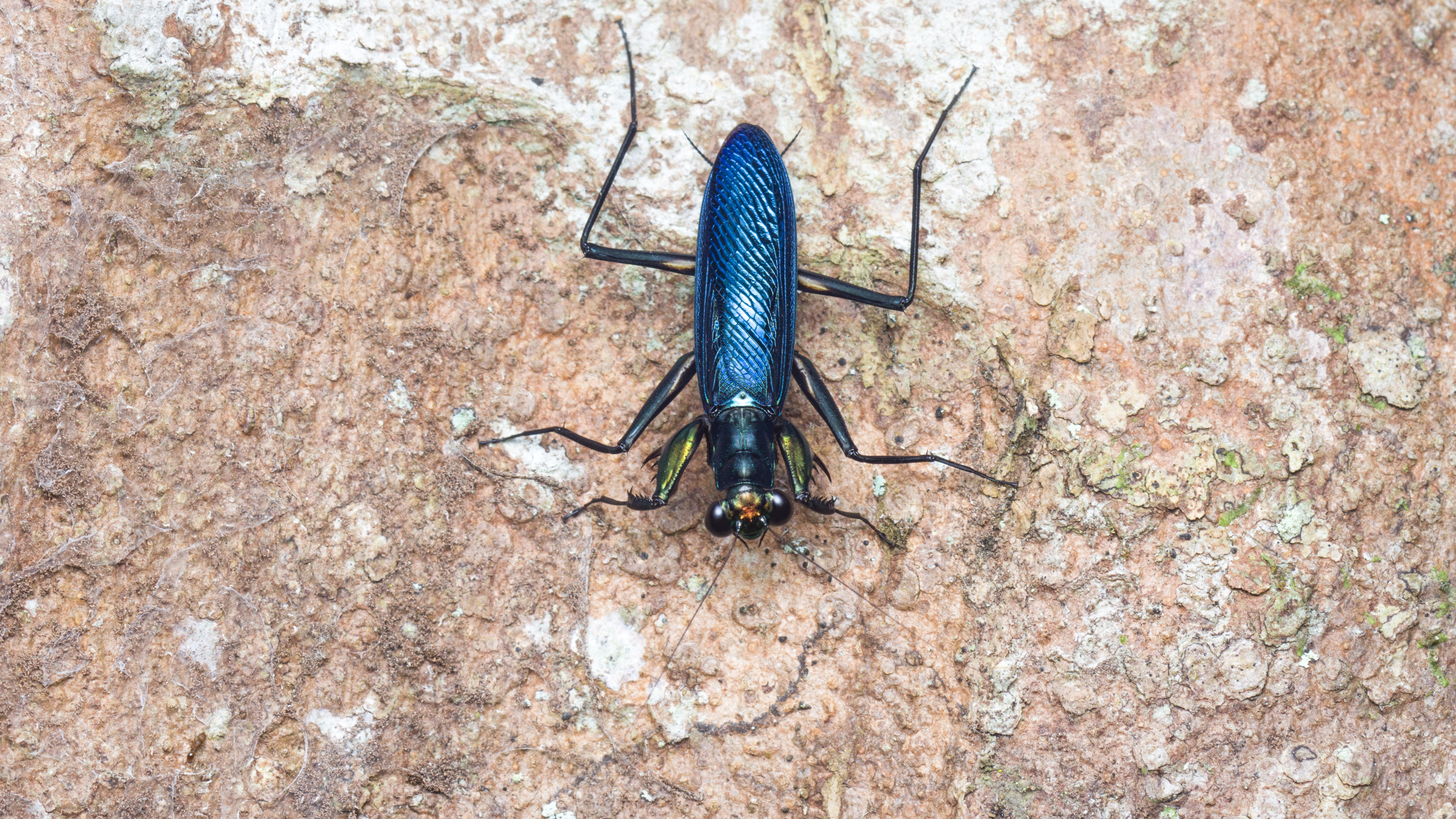
W środowisku naturalnym

Owady spotykane na rzędnych od 120 do 2000 m n.p.m. Bytują na pniach dużych i starych drzew, w tym durianów, oraz na dnie lasów tropikalnych. W spoczynku kryją się pod korą, a w czasie aktywności szybko biegają w górę i w dół pnia. Polują wyłącznie na karaczany, aktywnie za nimi ganiając.
Rodzaj głównie orientalny, acz wykraczający poza Linię Wallace’a. Znany jest z południowych Indii, Półwyspu Malajskiego, Sumatry, Jawy, Borneo, Mindanao, Celebesu i Halmahery.

## Taksonomia i ewolucja
Rodzaj ten wprowadzony został w 1835 roku przez Johna Obadię Westwooda na łamach „Zoological Journal”. Gatunkiem typowym został opisany w tej samej publikacji M. splendidus. Henri de Saussure w 1869 roku umieścił go w grupie Eremiaphilii, a w 1871 roku w legionie Eremiaphilites. Carl Stål sklasyfikował go w 1877 roku w Eremiaphilidae. Westwood w 1889 roku włączył go do Amorphoscelides. W 1904 roku William Forsell Kirby umieścił go w podrodzinie Eremiaphilinae w obrębie modliszkowatych. W obrębie tejże podrodziny Ermanno Giglio-Tos wyróżnił w 1917 roku dla omawianego rodzaju grupę Metallytici i taką też klasyfikację podtrzymał w systemach z 1919 i 1927 roku. W systemie Maxa Beiera z 1964 roku grupa ta zyskała rangę osobnej rodziny, Metallyticidae, a w systemie  Chirstiana J. Schwarza i Rogera Roya z 2019 roku umieszczona została w monotypowej nadrodzinie Metallyticoidea w obrębie infrarzędu Schizomantodea.
Do rodzaju zalicza się pięć opisanych gatunków:
- Metallyticus fallax Giglio-Tos, 1916
- Metallyticus pallipes Giglio-Tos, 1917
- Metallyticus semiaeneus Westwood, 1889
- Metallyticus splendidus Westwood, 1835
- Metallyticus violaceus Burmeister, 1838

Metallyticidae wraz z Chaeteesidae i Mantoididae uznawane są za najprymitywniejsze ze współcześnie żyjących rodzin modliszek. Według wyników analiz filogenetycznych Schwarza i Roya z 2019 roku są jednak bardziej zaawansowane od tych dwóch pozostałych rodzin i zajmują pozycję bazalną w obrębie Schizomantodea, infrarzędu obejmującego wszystkie współczesne modliszki oprócz Chaeteesidae i Mantoididae.